# Instituto Pontificio de Arqueología Cristiana
El Instituto Pontificio de Arqueología Cristiana (PIAC) es una institución universitaria perteneciente a la Santa Sede, fundada en 1925 por el Papa Pío XI y con sede en Roma.

## Historia

### Orígenes
El Instituto Pontificio de Arqueología Cristiana fue fundado el 11 de diciembre de 1925 tras promulgar Pío XI, de motu proprio, la bula I primitivi cemeteri. Se dedicó a preparar estudiantes de todos los países en estudios sobre hallazgos arqueológicos cristianos. Pío XI también puso a disposición del instituto el estudio gratuito de las catacumbas de Roma y de las demás áreas presentes en el territorio italiano bajo custodia de la Santa Sede.
El Instituto, como la Comisión Pontificia de Arqueología Sagrada y la Academia Pontificia de Arqueología, formaba parte de un proyecto más amplio iniciado por Pío IX e inspirado por el arqueólogo conocido como el "fundador" de la arqueología cristiana, Giovan Battista de Rossi, en 1852, dedicado a conservar, mejorar y custodiar el fruto del trabajo de las excavaciones.
Pío XII encomendó la organización del Instituto a Johann Peter Kirsch, fundador en 1888 del Instituto Romano de la Sociedad de Görres. Kirsch también se convirtió en el primer rector del Instituto ocupando el cargo hasta su muerte en 1941.

### Actividad
El Instituto Pontificio de Arqueología Cristiana ofrece a sus alumnos la posibilidad de obtener los títulos de doctorado y licenciatura, que, siguiendo los convenios vinculados al proceso de Bolonia, tienen una validez equivalente a los títulos de segundo y tercer ciclo en Italia. Entre las disciplinas que se abordan en los cursos del Instituto, se destacan la epigrafía, la iconografía y la museografía. Cada curso de estudio va acompañado de demostraciones prácticas y visitas, así como de estudios teóricos.
Desde 1963, el Instituto organiza anualmente viajes de estudios científicos para todos sus alumnos y profesores, con el objetivo de localizar nuevos objetos de estudio. El primer viaje de estudios se realizó entre Milán, Verona, Monza y Castelseprio. A lo largo de los años se han desarrollado viajes por Italia y por el resto de Europa e incluso por África.
En 2001, el Instituto se adhirió al proyecto internacional CARE (Corpus architecturae religione europeae), dedicado a la elaboración de un corpus sobre la arquitectura religiosa de los siglos IV-X. La coordinación del proyecto para el centro de Italia estuvo a cargo de Federico Guidobaldi, profesor emérito de arquitectura cristiana antigua y topografía de la antigua Roma en el Pontificio Instituto de Arqueología Cristiana.

## Excavaciones

### Excavación de la tumba de San Pedro
En 1939, 12 años después de su fundación, el Instituto Pontificio de Arqueología Cristiana recibió el primer encargo directo de excavación de Pío XII. La excavación implicó el análisis de un presunto sarcófago identificado bajo la Basílica de San Pedro en el Vaticano durante una operación destinada a bajar el piso de la Basílica. La investigación, dirigida por Ludwig Kaas, Bruno Maria Apollonj Ghetti y Antonio Ferrua (este último se había graduado en 1937 en epigrafía cristiana en el Instituto Pontificio de Arqueología Cristiana, del que será rector en 1973), permitió identificar la presunta tumba de San Pedro y las reliquias del santo en 1950. En 1953, la epigrafista Margherita Guarducci, que se hizo cargo de las investigaciones de Ferrua, identificó otros restos en la zona de excavación, que según sus estudios debían ser las verdaderas reliquias de San Pedro, abriendo una disputa con el propio Ferrua.

### Excavación en el lado sur de San Paolo fuori le mura

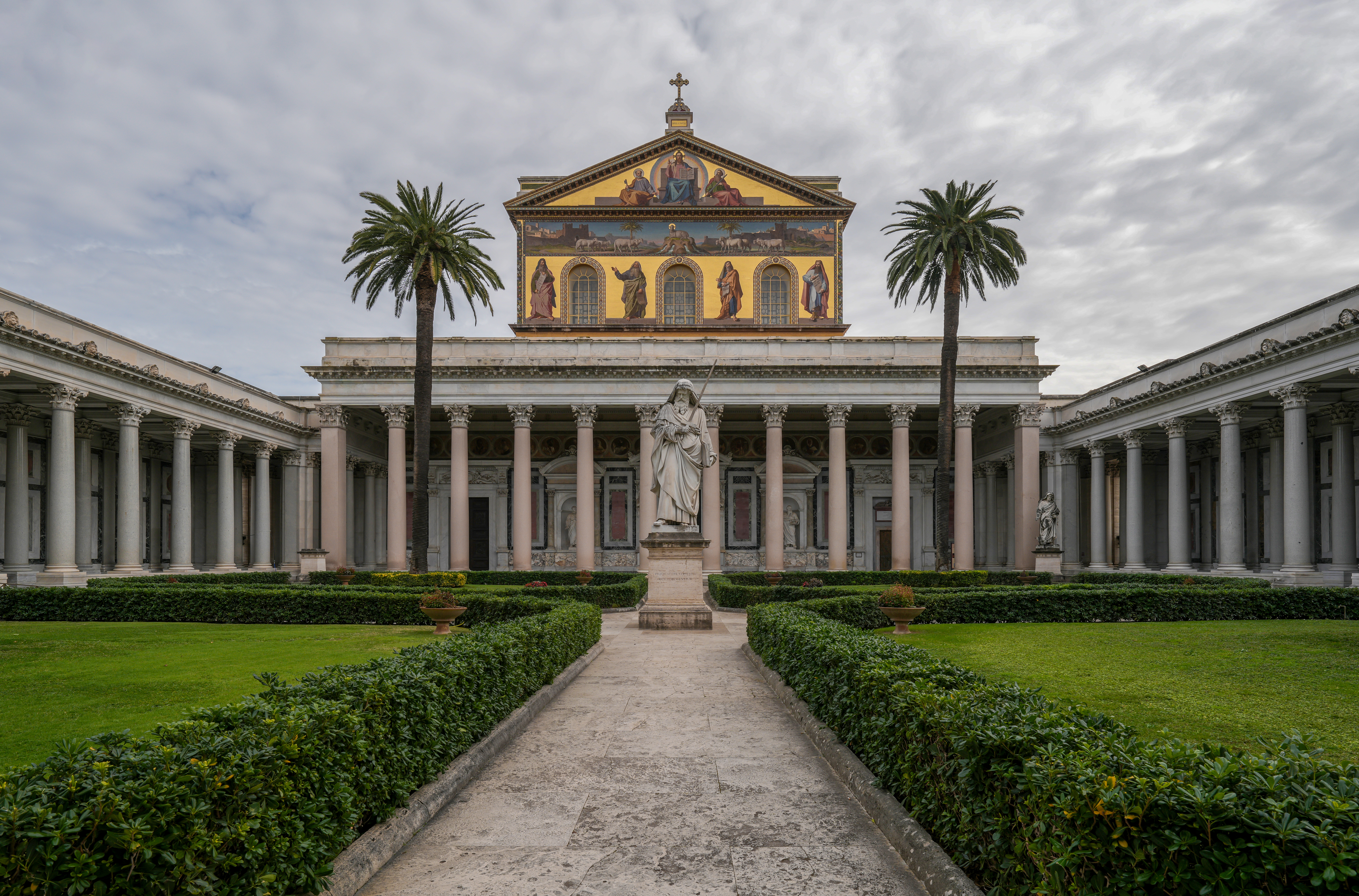
Basílica de San Pablo extramuros, fachada.

Tras 68 años se recibió un nuevo encargo de la Santa Sede, el Instituto Pontificio de Arqueología Cristiana tuvo que esperar 68 años: en 2007 se le encomendó la excavación en el lado sur de la Basílica de San Pablo Extramuros, la segunda gran basílica papal en Roma, después de San Pedro.
La excavación, supervisada por la profesora Lucrezia Spera y llevada a cabo entre 2007 y 2009, en colaboración con los Museos Vaticanos, y posibilitó la reconstrucción de un monasterio fechado en la época del poblamiento de la zona y que posteriormente perdido, además de otros descubrimientos. siempre atribuible al período medieval temprano.
En junio de 2018, nueve años después de la conclusión de la excavación, gracias a un proyecto que contó con la colaboración tanto del Instituto Pontificio de Arqueología Cristiana como de los Museos Vaticanos, además también de la Escuela de Especialización en Patrimonio Arquitectónico y Paisajístico y de la Universidad de Estudios de Roma "La Sapienza", se inauguró y abrió al público el área arqueológica.

### Excavación en Riva Ligure
Desde noviembre de 2016, el Instituto Pontificio de Arqueología Cristiana está realizando una excavación abierta en Riva Ligure (IM), dentro del complejo paleocristiano de Capo Don, en el que los investigadores han sacado a la luz una basílica paleocristiana situada sobre el nivel del mar. En diciembre de 2019, el alcalde de Riva Ligure, Giorgio Giuffra, en una entrevista con un periódico local, elogió el trabajo de los investigadores del Instituto, ya que el parque arqueológico creado ha despertado la atención y la curiosidad de los visitantes, alcanzando así los picos de turismo de unos tres mil visitantes dentro unos meses, cifras pocas veces alcanzadas en esa realidad.

### Excavación en Adulis

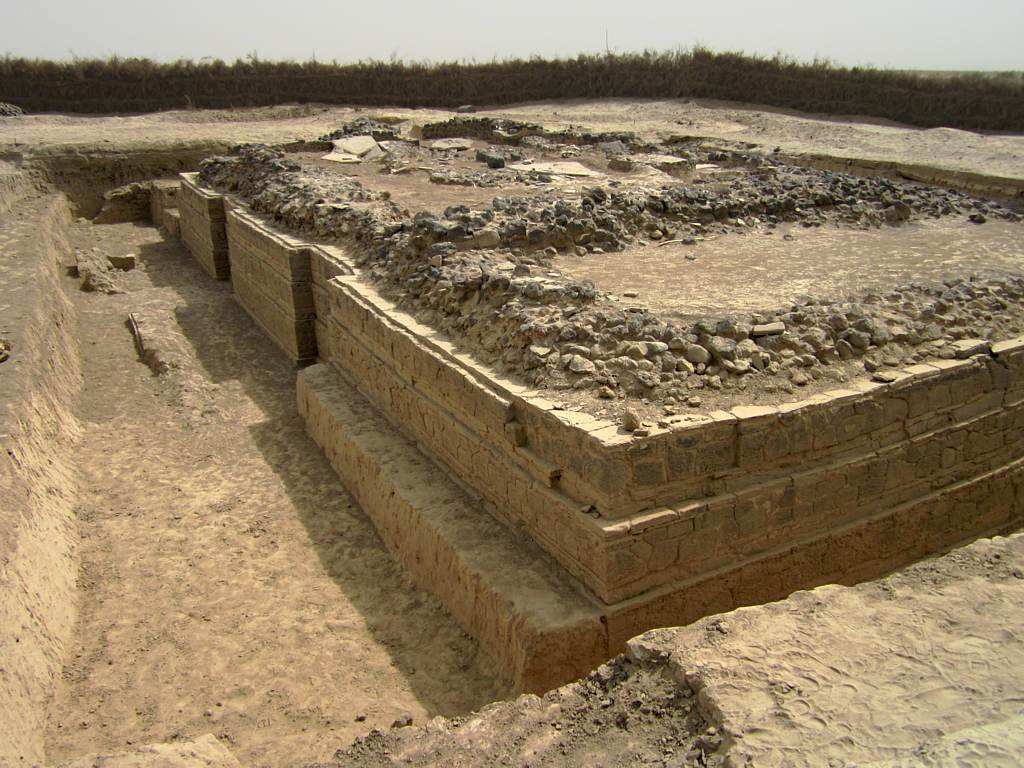
Excavación en Adulis, Eritrea.

De 2018 a 2020, el Instituto Pontificio de Arqueología Cristiana, en colaboración con la Universidad Católica de Milán, el Politécnico de Milán y la Universidad de Nápoles "L'Orientale", se compromete en Eritrea para la excavación de la antigua ciudad de Adulis, a raíz de un proyecto destinado a estudiar la formación del cristianismo en el Cuerno de África en el período de la Antigüedad tardía. En ese momento, una importante base comercial bizantina en el Mar Rojo, Adulis fue sumergida por una inundación de sedimentos, probablemente causada por un tsunami, en el siglo VII. La excavación permitió estimar el área cubierta por la antigua ciudad en unas 40 hectáreas, sacar a la luz diversos objetos de la vida cotidiana, tesoros, gemas que quedaron sumergidas por la inundación y encontrar la Puerta Oeste de la ciudad.
El trabajo del Instituto se concentró más en el perímetro de 30 metros correspondiente a la antigua iglesia episcopal paleocristiana . También se encontraron otras tres iglesias, que documentan la expansión del cristianismo en África Oriental. Durante la excavación, el Pontificio Instituto involucró y recibió el apoyo de jóvenes y académicos locales, y recibió la visita del presidente de Eritrea, Isaias Afewerki, en nombre del contacto diplomático entre la Santa Sede y la propia Eritrea.

## Biblioteca
La biblioteca del Instituto Pontificio de Arqueología Cristiana, pone a disposición de alumnos matriculados en cursos ordinarios y auditores  un total de unos 50.000 volúmenes, con una incorporación anual media de unos 500 ejemplares.

## Editorial
El fondo editorial del Instituto, PIAC, cuenta con más de 100 publicaciones divididas en series temáticas dedicadas sobre todo a la arqueología cristiana. La editorial también se ocupa de la publicación de la Rivista di Archeologia Cristiana, nacida en 1924, por lo tanto anterior al nacimiento del mismo Pontificio Instituto.

## Rectores
El Instituto Pontificio de Arqueología Cristiana, desde 2020, ha tenido 14 rectores diferentes en su historia de los cuales solo dos ocuparon el cargo más de una vez: Victor Saxer (1970-73 y 1983-93) y Danilo Mazzoleni (2004-07 y 2013-19).
Johann-Peter Kirsch, fundador del Instituto, figura con el mandato más largo tras 16 años de rectorado (1925-1941), mientras que el mandato de Umberto Maria Fasola, de sólo dos años (1981-1983), es el de menor duración.
Hasta el momento, el reglamento del Instituto Pontificio de Arqueología Cristiana contempla períodos de mandato continuo de seis años como máximo para sus rectores.
Los países de procedencia de los rectores del Instituto son Italia, Francia, Luxemburgo, Bélgica y Alemania.
Los rectores del Instituto Pontificio de Arqueología Cristiana son:
- Johan Peter Kirsch (1925-1941)
- Pio Franchi de'Cavalieri (1941-1942, comisionado)
- Giuseppe Bruno (1942-1946, comisionado)
- Lucien de Bruyne (1946-1961)
- José Darsy (1961-1967)
- Enrique Josi (1967-1970)
- Víctor Saxer (1970-1973)
- Antonio Ferrúa (1973-1979)
- Umberto María Fasola (1979-1982)
- Victor Saxer (1982-1992) segundo mandato
- Patrick Saint-Roch (1992-1998)
- Philippe Pérgola (1998-2004)
- Danilo Mazzoleni (2004-2007)
- Vincenzo Fiocchi Nicolai (2007-2013)
- Danilo Mazzoleni (2013-2020) 2do mandato
- Stefan Heid (2020)